# Џорџ Вудкок
Џорџ Вудкок (енгл. George Woodcock; Винипег, 8. мај 1912 — Ванкувер, 28. јануар 1995) је био канадски писац. Писао је поезију, есеје, критике, биографије и историјске радове. Данас је у Канади најпознатији по оснивању дневног листа „Canadian Literature“ 1959, први дневни лист посвећен канадским писцима и књижевности. Лист се и данас издаје. У свету, Вудкок је познатији по књизи Анархизам (1962), једном од најбољих прегледа анархизма.
Вудкок је рођен у Винипегу у Канади, али се још као мали са својим родитељима преселио у Енглеску. Будући да му је породица била врло сиромашна, Вудкок добија стипендију за студије. Стипендију је одбио зато што је подразумевала смештај у манастиру и манастирски живот.
Уместо тога, запослио се као помоћник у Great Western Railway и тада постаје заинтересован за анархизам. Остао је анархиста до краја свог живота пишући многа дела, између осталих књиге Anarchism, The Anarchist Reader и биографије Пјера Жозефа Прудона, Вилијама Годвина, Оскара Вајлда и Петра Кропоткина.